# Samsung Galaxy A31
Samsung Galaxy A31 — Android-смартфон среднего класса, разработанный Samsung Electronics в рамках линейки смартфонов A-серии 2020 года. О нем было объявлено 24 марта 2020 года, а первый выпуск состоялся 27 апреля 2020 года в качестве преемника Galaxy A30 и A30s. Телефон поставляется с предустановленной ОС Android 10 и пользовательским программным оверлеем One UI 2.1 от Samsung. Пользовательский интерфейс дисплея Samsung Galaxy A31 — Infinity-U.

## Технические характеристики

### Оборудование
Samsung Galaxy A31 представляет собой пластиковый корпус со стеклянной передней панелью.
6,4-дюймовая панель FHD Super AMOLED телефона имеет соотношение экрана к корпусу 84,9% и соотношение сторон 20:9, что соответствует показателям других телефонов Samsung, проданных в 2020 году. Оптический считыватель отпечатков пальцев под дисплеем заменяет задний, установленный на предыдущих моделях A30.
В новой L-образной системе задней камеры (похожей на те, что используются в новых телефонах Samsung) используются четыре камеры, основной датчик на 48 МП с апертурой f/2.0, сверхширокоугольный объектив на 8 МП с полем зрения 123° и 5-мегапиксельная макрокамера и камера глубины, обе с диафрагмой f / 2,4. В U-образном вырезе экрана находится один объектив 20-мегапиксельной селфи-камеры. И передняя, и задняя камеры могут записывать видео с максимальной скоростью 1080p и частотой 30 кадров в секунду.
Также поддерживается большая батарея емкостью 5000 мАч с быстрой зарядкой на 15 Вт.
Клиенты, в зависимости от региона, могут выбирать из ряда новых цветовых решений, таких как Prism Crush Black, Prism Crush Blue, Prism Crush Red и Prism Crush White.

### Программное обеспечение
Телефон поставляется с Android 10 и пользовательским программным оверлеем One UI 2.1 от Samsung. В зависимости от региона он может поддерживать бесконтактные платежи NFC через Samsung Pay и другие платежные приложения, которые можно установить отдельно.
Опыт работы с программным обеспечением сравним с другими устройствами Samsung 2020 года, и он может похвастаться многими программными преимуществами, которыми могут похвастаться более дорогие устройства Samsung, такими как Edge Screen и Edge Lighting.
Как и в случае с большинством других телефонов Samsung, выпущенных в 2020 году, параметр «Ссылка на Windows», который входит в стандартную комплектацию, доступен на панели уведомлений Android.
Основываясь на последнем графике обновлений программного обеспечения Samsung, телефон должен иметь право на два основных обновления Android.
A31 получил обновление Android 11 с One UI 3.1 в мае, но оно может отличаться в других регионах мира.
В августе 2021 года Samsung постепенно выпустила крупное обновление безопасности для A31.

## Прием
Samsung Galaxy A31 получил неоднозначные отзывы, большинство обозревателей высоко оценило великолепный экран, отличное время автономной работы, программное обеспечение и общее качество сборки. Они раскритиковали производительность по сравнению с основным конкурентом телефона, плохое качество камеры телефона, отсутствие ночного режима и различных других функций камеры. Рецензенты также неохотно рекомендовали это устройство, учитывая, что даже в собственной серии Samsung A среднего класса можно было получить лучший общий пакет, потратив немного больше денег.